# Jean-Clet Martin
Pour les articles homonymes, voir Martin.
Ne doit pas être confondu avec Jean-Clément Martin.
Jean-Clet Martin, né le 26 février 1958, est un philosophe français.
Agrégé de philosophie, docteur en philosophie, titulaire d'une habilitation à diriger des recherches, il a enseigné au Lycée Jean-Jacques Henner d'Altkirch. Directeur de programme au Collège international de philosophie à Paris (de 1998 à 2004), il crée le site Strass de la philosophie, participe à de nombreuses revues (Multitudes, Chimères, Trafic…) et dirige la collection "Bifurcations" aux Éditions Kimé.

## Biographie
Il étudie à Strasbourg et rencontre Jean-Luc Nancy (professeur dans cette université), auquel il consacrera un ouvrage collectif (Ed. Galilée, 2004). Il travaille autour du concept de multiplicités avec Gilles Deleuze.
Son travail tourne autour du labyrinthe. Le concept d'Ossuaires (Ed. Payot, 1995), est la construction d'un ensemble d'éléments qui tiennent debout par des différences incongrues, étrangement recomposables. La lecture de Borges (Ed. de L'éclat, 2006) n'est pas étrangère à cette architecture, à cette composition de Babel : alphabets gigantesques, nombres vertigineux conduisent à chiffrer des Variétés, à combiner des Pluralités que les écrits de Jean-Clet Martin explorent sous un Plurivers excédant tout "Univers" (Ed. P.U.F, 2010). Ce jeu de "construction" et de "déconstruction" se mesure au concept de "différance" dans l'œuvre de Derrida (Ed. Max Milo, 2013).
Amateur de peinture, Jean-Clet Martin rencontre le peintre François Rouan avec qui il partage la fragmentation de l'image (Ed. Panama, 2006). Une manière de porter "le temps hors de ses gonds" qui prolonge sa thèse consacrée à la philosophie de Gilles Deleuze (Ed. Payot, 1993). Notre époque, celle que Jean-Clet Martin nomme Le siècle deleuzien (Kimé 2016), comme toutes les autres, affronte la déconstruction, se heurte au démembrement. Ni sclérosée, ni décadente, encore moins nihiliste, elle en ressort avec ses propres créations. S'y dessinent finalement des œuvres infographiques, des images virtuelles qui hasardent un monde nouveau, entre cinéma, science-fiction et innovations mathématiques.

### Essais
- Variations. La philosophie de Gilles Deleuze (lettre-préface de Gilles Deleuze), Paris, Payot, 1993 (rééd. poche, en 2005, puis en 2019; trad. Tokyo 1998 ; trad. Edimburgh University 2010)
- Ossuaires. Anatomie du Moyen Âge roman, Paris, Payot, 1995
- L'Image virtuelle. Autour de la construction du monde, Paris, Kimé, 1996
- L'Âme du monde. Disponibilité d'Aristote, Paris, Les Empêcheurs de penser en rond/Le Seuil, 1998
- Van Gogh. L'œil des choses, Les Empêcheurs de penser en rond/Le Seuil, 1998  (ISBN 2843240352) (trad. Tokyo, 2000)
- François Rouan - Papiers découpés (avec Éric de Chassey), Somogy Éditions d'Art, 2000
- Figures des temps contemporains, Paris, Éditions Kimé, 2001
- Parures d'Éros. Un traité du superficiel, Éditions Kimé, 2003
- Le Corps de l'empreinte. Études photographiques (préface de François Noudelmann et photographies de François Rouan), Paris, Éditions Kimé, 2004
- 100 mots pour jouir de l'érotisme, Paris, Les Empêcheurs de penser en rond/Le Seuil, 2004, Trad. Lisbonne, 2006 (trad. Séoul, 2005)
- 100 mots pour 100 philosophes. De Héraclite à Derrida, Paris, Les Empêcheurs de penser en rond/Le Seuil, 2005 (trad. Sofia, 2006 ; trad. Tokyo, 2010 ; trad. Lisbonne, 2010)
- Éloge de l'inconsommable, Paris, Éditions de L'éclat, 2006
- Borges. Une biographie de l'éternité, Paris, Éditions de L'éclat, 2006
- Constellation de la philosophie - Badiou, Deleuze, Derrida, Foucault, Lyotard, Nancy, Rancière..., Paris, Éditions Kimé, 2007
- L'œil-cerveau, avec Éric Alliez, Paris, Vrin, 2007 (trad. London, Rowman&Littlefield, 2014)
- Bréviaire de l'éternité -Entre Vermeer et Spinoza, Paris, Ed. Léo Scheer, Version numérique, 2009, Version papier, 2011 (trad. Tokyo, 2012)
- Une intrigue criminelle de la philosophie - Lire la Phénoménologie de l'Esprit de Hegel, Paris, Les Empêcheurs de penser en rond/La Découverte, 2009 (trad. Tokyo, 2013)
- Plurivers - Essai sur la fin du monde, Paris, Presses Universitaires de France, coll. « Travaux pratiques », 2010
- Deleuze, Paris, Éditions de L'éclat, 2012 (trad. Tokyo, 2013)
- Enfer de la philosophie, Paris, Éditions Léo Scheer, 2012
- Derrida -un démantèlement de l'Occident, Paris, Éditions Max Milo, 2013
- Comprendre Foucault, Paris, Éditions Max Milo, 2014
- Le mal et autres passions obscures, Paris, Éditions Kimé, 2015
- Derrida -Déconstruire la finitude, Paris, Ellipses, 2015
- Le Siècle deleuzien, Paris, Éditions Kimé, collection « Bifurcations », 2016
- Asservir par la Dette, Paris, Éditions Max Milo, 2017
- Logique de la Science-fiction ; de Hegel à Philip K. Dick, Les Impressions Nouvelles, 2017
- Multiplicités, Paris, Editions Kimé, collection "Bifurcations", 2018
- Ridley Scott - Philosophie du monstrueux, Les Impressions Nouvelles, 2019
- Faut-il brûler les postmodernes? avec Jean-Philippe Cazier, Paris, Kimé, 2020
- De Blueberry à L'Incal - Lire Giraud/Moebius, Editions des Impressions Nouvelles (avec le soutien du CNL), 2022.
- Et Dieu joua aux dés, Edition puf, 2023

### Romans
- La chambre, Éditions Léo Scheer, 2009
- Morningside Park, Léo Scheer, 2011

### Livres d'art
- François Bruetschy: Mémoire aveugle, avec Luc Vezin, Altkirch, Centre Rhénan d'Art Contemporain (CRAC) Alsace, 1996
- François Rouan, Os.suaire, Paris, Galerie Daniel Templon, FIAC, 2000
- François Rouan. Papiers découpés (avec Eric De Chassey et Benoit Decroin), Musée de l'Abbaye Sainte-Croix, Les Sables d'Ollone/ Centre rhénan d'art contemporain, CRAC Alsace, Altkirch, 2000

- François Rouan -Contre image avec Pierre Guyotat et Dominique Radrizzani, Paris, Éditions du Panama, 2006
- Favier -Corpuscules, Paris, Éditions JBZ & Cie, 2012
- François Bruetschy - Macrobes, Ateliers Eric Linard, 2013

## Directions d'ouvrage
- Sens en tous sens. Autour des travaux de Jean-Luc Nancy, (Dir. avec F. Guibal), Paris, Galilée, 2004
- Métaphysique d'Alien, (Dir.) Paris, Léo Scheer, 2014

### Articles
- Cartographie of the Year 1000 in Gilles Deleuze, New York-London, Dir. CV. Boundas / Dorothea Olkowski, Routledge, 1994
- L’œil du dehors, in Gilles Deleuze, une vie philosophique, Paris, Institut Synthélabo (collection Les empêcheurs de penser en rond), 1996
- Images, La réalité virtuelle, in Chimères no 27 Numéro Spécial: Le temps de la Rue, Paris, Association Chimères, hiver 1996
- The eyes of the outside in Deleuze a critical reader, Oxford, Dir. Paul Patton, 1996
- Deleuze Philosophy of the concrete, Duke, Dir. Ian Buchanan, South Atlantic Quaterly 96, 1997
- Das virtuelle Bild in Der Film bei Deleuze, Weimar, Verlag der Bauhaus, 1997
- L’espace sensible, in Les enjeux du sensible, Vendredi de Chimères, 1997 (intervention puis discussion)
- Qu'est-ce qu'une image?, in Trafic 23, Paris, POL, automne 1997
- Of Images and Worlds in The Brain is the screen, Dir. Gregory Flaxman, Minnesota-London, 1998
- Des événements et des noms, in Rue Descartes 2008/1 (no 59) Gilles Deleuze, l'intempestif (réédition poche, PUF collection Quadrige, 2006)
- Events and Names in Discourse 20.3, Dir. Réda Bensmaïa, Detroit, Michigan, 1998
- Philippe Sollers ou Les hiéroglyphes d'un faune, in L'infini (no 68), Paris, Gallimard, hiver 1999
- D'une valse de la mort avec la vie. Autour de Françoise Proust, in Rue Descartes 2001/3 (no 33), Collège International de Philosophie, Paris, 2001
- Remarques sur le travail photographique et pictural de François Rouan, in Multitudes 2001/1 (no 4), Paris, Assoc. Multitudes, 2001
- Tarde: une nouvelle monadologie, in Multitudes 2001/4 (no 7), Assoc. Multitudes, Paris, 2001
- Die Mauer des Bildes in Telenoia, Verlag Turia, Dir. E. Alliez, Vienne, 1999
- Du régime plastique des arts, Magazine Littéraire, Paris, novembre 2002
- Du monde inorganique des forces, in Rue Descartes 2002/4 (no 38), Collège International de Philosophie, Paris, 2002
- Eve ou de l'innocence au cinéma, in Trafic 50, Paris, POL, mai 2004
- The Unseemly Parallax 35, Leeds-London, Routledge, 2005
- De la profondeur à la planéité: Pour une caractéristique universelle du monde, in Perspective Leibniz, Whitehead, Deleuze, Paris, Dir. Benoit Timmermans, Vrin, 2006
- Zur dramatisierung von Bildern, Frankfurt, Suhrkamp, 2007
- L’expérience Léo Scheer, in La revue des Ressources, lundi 8 décembre 2008
- Portrait de jean-Luc Nancy, in La revue des Ressources, lundi 22 décembre 2008
- L'immonde - sur Derrida, in Le Portique 23-24/2009: Animalité, Revues.org, 2009
- Un christ au-delà des temps chrétiens, in Pourquoi nous ne sommes pas Chrétiens Paris, Dir. A. Jugnon, Max Milo, 2009
- Penser par-delà l'homme, in Nietzsche und Frankreich, De Gruyter, Dir. C. Pornschlegel/M. Stingelin, Berlin-New York, 2009
- Vampires, in la Revue des Ressources, mardi 29 décembre 2009
- Onfray et Roudinesco à propos de Freud, in Œuvres Ouvertes, 17 avril 2010
- Typographies in Philippe Lacoue Labarthe, Paris, Ed. Lignes, Dir. J. Rogozinski, 2010
- Des esprits animaux, in Chimères 2010/2 (no 73), Paris, ERES, 2010
- L'inhumain, in Contre-Attaques #1, Marseille, Al Dante, 2010
- Enluminures -à propos de Lyotard in Le moment philosophique des années 60 en France, Paris, Puf, Dir. P. Maniglier, 2011
- A Criminal Intrigue / An Interview with Jean-Clet Martin (C.V. Boundas), Edinburgh university Press, 2011
- Judas in Dictionnaire des assassins, Paris, Calmann-Lévy, 2012.
- Alain Badiou: Soustraire l'événement à son fait, in La revue des Ressources, vendredi 1er juin 2012
- Gilles Bernheim ou Jean-françois Lyotard?, in Théoria, mardi 18 mars 2013
- Que veut dire le mot Éthique?, Tokyo, "Philosophia Osaka no 9", 2014
- Qu'est-ce qu'un mode?, Osaka, "Philosophia Osaka no 9", 2014
- De l'art de raconter des histoires, in Rue Descartes 2014/3 (no 82), Collège International de Philosophie, Paris, 2014
- Pluralités et communautés, in Chimères 2015/3 (no 87), ERES, 2015
- Deleuze: L'univers moléculaire, in Diakritik, 14 septembre 2015
- Aventure d'idées, in Revue Conséquence no 1, décembre 2015
- Myriam El Khomri dévoile son projet de réforme du code du travail, in Le livre des trahisons, Paris, PUF, 2016
- Kierkegaard, l'expérience du tremblement, in Kierkegaard en France, Dir Florian Forestier, BNF éditions, 2016
- Derrida in Dictionnaire Nietzsche, Dir. Dorian Astor, Paris, Laffont, Coll. Bouquins, 2016
- Deleuze and the freedom of the machines in Deleuze and Guattari's philosophy of freedom, New York, Routledge, 2018
- Graphites et arborescences : autour de Frédéric Dupré. Diacritik 25 août 2020.

### Préfaces, postfaces, avant-propos et introductions
- Tarde aujourd'hui, introduction à L'opposition universelle, Paris, Les Empêcheurs de penser en rond/Le Seuil, 1999 (23p.)

### Entretiens
- Antidote: philosopher en contrechamp (entretien avec Isabelle Stengers), in Chimères 2007/2 (no 64), ERES, Paris, 2007

- A propos de Plurivers (Propos recueillis par Jean-Philippe Cazier), in Chimères 2011/1 (no 75), ERES, 2011
- Pourquoi des plurivers? (Propos recueillis par Laurent de Sutter), in Strass de la philosophie, 17 mars 2013

- Deleuze et Derrida, ce n'est pas le même mouvement... (propos recueillis par Elias Jabre), in Chimères 2013/3 (no 181), ERES, 2013
- Deleuze selon David Lapoujade (entretien), in Strass de la philosophie, 21 novembre 2014

- La philosophie est un genre explosif, le philosophe un artificer (Propos recueillis par Véronique bergen), in La Nouvelle Quinzaine littéraire no 1148, avril 2016
- Le siècle deleuzien (Propos recueillis par Jean-Philippe Cazier), in Diacritik, 1er avril 2016
- "Être philosophe et deleuzien veut dire pour moi entrer dans une pensée en acte" (propos recueillis par Jonathan Daudey et Elise Tourte), in Un Philosophe, 11 avril 2016
- Aurélien Barrau/ Entretien sur la vérité dans les sciences (avec Jean-Clet Martin), in Strass de la philosophie, 23 avril 2016
- Logique de la science-fiction (Propos recueillis par Jean-Philippe Cazier) in Diacritik, 12 décembre 2017
- Jean-Clet Martin, Logique de la science-fiction (Propos recueillis par Véronique Bergen), Art Press no 449, novembre, 2017
- Penser le labyrinthe borgésien (Propos recueillis par Thierry Guichard), Le matricule des anges no 198, Novembre 2018
- Dans le secret des mathématiques, entretien réalisé par Isabelle Vogtensperger in Marianne, 29/09/2023.

### Émissions télévisuelles et radiophoniques
- Variations, in "Du jour au lendemain", émission réalisée par Alain Veinstein, France Culture, 23 juin 1993
- Ossuaires, in "Du jour au lendemain", France Culture, émission réalisée par Alain Veinstein, 20 mars 1995
- Gilles Deleuze ou la pensée heureuse, avec Ivan Levaï et Michel Serres, La cinq, 1995
- Philosophie en situation, in "Les vendredis de la philosophie", France Culture, émission présentée par F. Noudelmann, 28 octobre 2005
- Gilles Deleuze et les autres, in "Tout arrive", émission présentée par Arnaud Laporte, France Culture, 15 décembre, 2005
- Borges, "Dans quelle étagère", émission de Monique Atlan, France 2, 30 septembre 2006
- Borges, in "Du jour au lendemain", émission réalisée par Alain Veinstein, France Culture, 27 octobre 2006
- La visibilité des invisibles, in "Macadam philo", émission présentée par F. Noudelmann, France Culture, 11 septembre 2009
- Dialogue avec Jean-Clet Martin à propos de Plurivers avec Nicolas Zurstrassen, "La vie manifeste", 10 octobre 2010
- Plurivers, in "Du jour au lendemain", émission réalisée par Alain Veinstein, France Culture, 2 février 2011
- Ubik de P.K. Dick, in "Les nouveaux chemins de la connaissance", émission réalisée par Raphaël Enthoven, France Culture, 25 mai 2011
- Mille Deleuze, in "Les nouveaux chemins de la connaissance", émission Raphaël Enthoven France Culture, le 17 juin 2011
- Une intrigue criminelle de la philosophie in "Du jour au lendemain", émission présentée par Alain Veinstein, France Culture, 28 avril 2012
- Enfer de la philosophie, in "Le journal des idées", émission de François Noudelmann, 5 juillet 2012
- Enfer de la philosophie, in "Du jour au lendemain", émission d'Alain Veinstein, France Culture, 12 septembre 2012
- Gilles Deleuze notre contemporain (1/5), in "Hors-champs", émission réalisée par Laure Adler, France Culture, 10 novembre 2012

- Que veut dire être contemporain?, in "Les Nouveaux chemins de la connaissance", émission présentée par Philippe Petit, France Culture, 17 mai 2013
- Philosophie du réseau (1/5), in "Les Nouveaux chemins de la connaissance", émission réalisée par Adèle Van Reeth, France Culture, 25 novembre 2013
- Derrida, un démantèlement de l'Occident, in "Du jour au lendemain", réalisé par Alain Veinstein, France Culture, 16 janvier 2014

- Objectif photos (2/3): Capturer l'instant, in "Les Nouveaux chemins de la connaissance", émission réalisée par Géraldine Mosna Savoye, France Culture, 23 décembre 2014
- Fond de cale, un entretien avec Jean-Clet Martin, réalisation de Nicolas Zurstrassen in Entre-là, 13 mars 2015
- "Immobile à grands pas", in "Philosophie", émission réalisée par Raphaël Enthoven, Arte, 11 octobre 2015
- Philosopher avec Star Wars (3/4), in "Les Nouveaux chemins de la connaissance", émission réalisée par Géraldine Mosna Savoye, France Culture, 23 décembre 2015
- Deleuze et la littérature (4/4): Beckett, l'épuisé, in "Les chemins de la philosophie", émission réalisée par Adèle Van Reeth, France Culture, 8 décembre, 2016
- Asservir par la dette, in Social Club, émission réalisée par Frédéric Taddeï, Europe 1, le 9 février, 2017
- Alien, in "Qui vive?", émission réalisée par Raphaël Enthoven, Europe 1, le 27 mai 2017
- Jorge Luis Borges, in "La compagnie des auteurs", émission réalisée par Matthieu Garrigou-Lagrange, le 6 décembre 2017
- Philosophie d'Alien (3/4) Comment tuer le mal en nous? "Les chemins de la philosophie" émission réalisée par Adèle Van Reeth, France Culture, 3 janvier 2018
- Alien Galaxy, film documentaire pour "Canal+" réalisé par Jac&Johan, Octobre 2018
- Les mirages de la Dette in "Entendez-vous l'éco?", émission réalisée par Thiphaine de Rocquigny, France Culture, 13 décembre 2018

### Correspondances
- Lettre-Préface à Jean-Clet Martin du 13/6/90, in jean-Clet Martin, Variations - La philosophie de Gilles Deleuze, Paris, Payot & Rivages, 1993 (repris in Gilles Deleuze. Deux régimes de fous textes et entretiens 1975-1995 (édition préparée par David Lapoujade))

- Lettres à Jean-Clet Martin du 3/8/88 et du 22/11/90, in Gilles Deleuze. Lettres et autres textes (édition préparée par David Lapoujade), Paris, Minuit, 2015
- Lettre d'Alain Badiou à propos d'une recension autour de Faye:Heidegger sur Actu Philosophia, in Strass de la philosophie, 8 avril 2014 (il s'agit d'une lettre adressée au départ à JCM en réponse à un précédent libellé de ce dernier, puis qui est devenue publique sur le site du Nouvel Observateur. Il s'agit d'une pièce très localisée d'une correspondance générale de plus en plus étendue dans le temps entre les deux philosophes qui se sont rencontrés physiquement pour la première fois il y a une trentaine d'années)

## Recensions et études critiques
- Véronique Bergen, Jean-Clet Martin, Variations la philosophie de Deleuze, in Revue ligne no 20, septembre 1993
- Marcel Neusch, Un jardin aux sentiers qui bifurquent, In La Croix, 18 octobre 1993
- Philippe Petit, Jean-Clet Martin, Alsacien et Deleuzien, in L'événement du Jeudi, 20 octobre 1993
- François Gachoud, Une première approche de Gilles Deleuze philosophe nomade, in La Liberté, 27 novembre 1993
- Beate Peiseler, Wir leben in einer chaotischen Welt, in Baslerzeitung, 16 février 1995
- Lucille Laveggi, Ossuaires, anatomie du Moyen Âge, in Le Figaro, 2 mars 1995
- Jean-Baptiste Marongiu, L'infini roman in Libération, 27 avril 1995
- Jean-Baptiste Marongiu, Sous l'œil de Vincent Van Gogh, in Libération, 10 décembre 1998
- André Masse-Stamberger, Répertoire d'amour, in Le Quotidien du médecin, 23 janvier 2004
- Roger Pol Droit, La philosophie au risque de la légèreté, in Le Monde, 7 avril 2005
- Jacques Derrida, Séminaire du 27 mars 2002, in La bête et le souverain, Galilée 2008, Vol. 1, p. 450-455
- Eric Aeschimann, Les aventures de Hegel, in Libération, 17 septembre 2009
- Aude Lancelin, Une intrigue criminelle de la philosophie in Le nouvel observateur, 24 septembre 2009

- Pierre Macherey, Un hégélianisme ingénu et avisé: "Une intrigue criminelle de la philosophie - Lire la Phénoménologie de l'esprit de Hegel" de Jean-Clet Martin, in La philosophie au sens large. Groupe d'étude animé par Pierre Macherey, UMR 8163 "STL" Lille 3, 16 mars 2010
- Manola Antonioli, De la pluralité des mondes, in Non fiction, 11 avril 2011
- Dominique Bannwarth, Jean-Clet Martin ou la plaisir philosophique, in L'Alsace - Le portrait du lundi, 6 juin 2011 (portrait du philosophe)
- Pascal Gibourg, Deleuze de Jean-Clet Martin, in Remue.net, 23 février 2011
- Juliette Cerf et Gilles Heuré, Deleuze, Jean-Clet Martin, in Télérama, 27 février 2012
- Jean-Marie Durand, Deleuze, ritournelle familière de la philosophie contemporaine, in Les Inrocks, 1er mai 2012
- Cécile Voisset Veysseyre, La philosophie au corps, in Non fiction, 24 mai 2012
- Pierre Macherey, Derrida pris au mot, Compte rendu autour du livre de Jean-Clet Martin in La philosophie au sens large, 3 décembre 2013
- Stéphane Floccari, Jacques Derrida, le marrane solitaire in L'Humanité, 13 mars 2014
- Robert Maggiori, Le mal a du bon, Libération, 25 février 2015
- Mehdi Belhaj Kacem, Le mal et autres passions obscures, Philosophie magazine, mai 2015
- Pierre Macherey, Compte rendu de Jean-Clet Martin "Le mal et autres passions obscures", in La philosophie au sens large. Groupe d'étude animé par Pierre Macherey, UMR 8163 "STL" Lille 3, 26 mai 2015
- Stanislas Jullien, Jean-Clet Martin -Leçons sur Derrida, in Actu philosophia, 12 décembre 2015
- Anne Dufourmantelle, De l'intérêt de la dette, in Libération, 30 mars 2017
- Christian Ruby, De Hegel à la science-fiction, in Non-fiction, 22 octobre 2017
- David Zerbib, Jean-Clet Martin, Postmoderne, Le Monde, 14 mai, 2021
- Robert Maggiori, Jean-Clet Martin, Et Dieu joua aux dés, Libération, 6 janvier 2023.